# Giuseppe Santelli
Giuseppe Santelli (Signa, 20 gennaio 1880 – Signa, 9 marzo 1956) è stato un pittore italiano.

## Biografia
Nato nel Castello di Signa, ha la fortuna di avere come nonno paterno (Adamo) uno scalpellino e come padre (Pietro) un ornatista e di aver avuto la possibilità di conoscere Egisto Ferroni e lo scultore Torello Santini.
Nel riflesso del nonno e del padre e nella luce di quei due artisti, Santelli cresceva, maturandosi quei meriti umani, morali ed estetici dei quali avrebbe in seguito definito “l'artista gentiluomo”.
Il giovane Giuseppe aveva ingegno e voglia per attingere alle fonti dell'arte maestra e presto, lavorando per cinque lire alla settimana in un magazzino di Firenze, oltre che della scuola del Santini, poté usufruire dell'Accademia fiorentina.
Conosce una maestrina benestante, che, divenuta sua moglie, mentre gli dava il contributo a comprare una casa e un pezzo di terra accanto alla dimora del padre Pietro, creava il nido dei propri figli; cinque, tutti maschi, e ai quali il padre artista dette tutti nomi di grandi artisti o di celebri umanisti: Arnolfo, Brunellesco, Donatello, Aldo, Tiziano.
È questo il tempo in cui Giuseppe si mette a scolpire e dipingere per conto suo, affinandosi così in quell'arte della quale, a sua volta, diverrà maestro, come del resto gli aveva vaticinato il suo maestro dell'Accademia Giovanni Fattori.
Superato il periodo della guerra la sua arte di cui, a volte allievo o maestro, collega o decano,  attorno a lui, nel comprensorio signese, formò tutto un movimento il quale poteva dirsi come un piccolo nuovo Risorgimento. Pittori o scultori che, nella scia del già citato Ferroni, oppure nell'alveo del sullodato Fattori, il quale non mancò di elogiarlo dai tempi dell'Accademia, vide, e nei viventi vede ancora, campeggiare artisti come Oreste Calzolari e il marchese d'Asnasch, Alimondo Ciampi e Torello Santini, Mario Moschi e Renato Bertelli, Bruno Catarzi e Lido Bagni, Alvaro Cartei e Aldo Rugi, Ugo Mori, Gino Paolo Gori e Ugo Fortini.

## Opere
- “Annunciazione”, uno dei pannelli scolpiti in pietra serena per il paliotto dell'altare maggiore della Chiesa di Poggio a Caiano.
- “Deposizione”, olio su tela al naturale conservato nella Scala Santa a Roma.
- “La predicazione di San Paolo” - Affreschi della Chiesa di San Romolo (Lastra a Signa), interamente decorata dall'Artista alla grandezza naturale
- “Resurrezione” affresco al vero, dipinto nella Cappella Giuseppe Santelli, nel Cimitero di San Miniato a Signa
- Pannello centrale degli affreschi dipinti al naturale nella Chiesa della Madonna della Misericordia di Roma, decorata interamente dall'Artista.
- “Statua del Tritone”, scolpita al vero su commissione del tenore Enrico Caruso, per la Villa di Bellosguardo a Lastra a Signa.
- Sant'Antonio e un Crocifisso conservati nel Museo d'Arte Sacra di Signa.
- “Trecciaiola”, una delle sue opere più famose ove viene ritratta la madre del pittore.
- “Ultima Cena” – Affresco alla grandezza del vero dipinto per il Refettorio del Convento dei Padri Passionisti di Monte Argentario (Grosseto).